# Zuniga Glacier
Zuniga Glacier är en glaciär i Antarktis. Den ligger i Västantarktis. Inget land gör anspråk på området. Zuniga Glacier ligger 433 meter över havet.
Terrängen runt Zuniga Glacier är kuperad österut, men västerut är den platt. Trakten är obefolkad. Det finns inga samhällen i närheten.